# Deus é amor
Deus é amor é uma expressão contida na Primeira Epístola de João do Novo Testamento, no qual o evangelista João afirma que: "Deus é amor, e quem permanece no amor permanece em Deus e Deus nele". O mesmo evangelista define que o amor de Deus é cumprir os seus mandamentos (I João 5:3), e, em seguida, apresenta o mandamento de Deus: “E o seu mandamento é este: que creiamos no nome de seu Filho Jesus Cristo” (I João 3:23).
A expressão dá título à encíclica papal Deus Caritas Est de Bento XVI, de 25 de dezembro de 2005.
No Brasil, dá nome à igreja protestante pentecostal denominada Igreja Pentecostal Deus é Amor, fundada em 3 de junho de 1962, por David Miranda.
A expressão tem largo uso no meio cristão, sendo por exemplo título de canções, como a gospel de Leonardo Gonçalves ou hino da igreja católica.